# Coert Steynberg
Coert Laurens Steynberg (né le 7 janvier 1905 et mort le 28 juillet 1982) était un sculpteur sud-africain issu de la communauté afrikaner, spécialiste du travail sur la pierre, le marbre, le bronze, le cuivre et le bois.

## Biographie

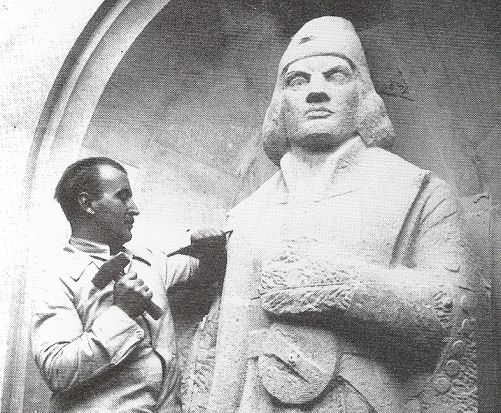
Coert Steynberg réalisant la statue de Dias.

D'ascendant voortrekker, Coert Steynberg a grandi dans le Highveld près de Bethal.
Il étudie à l'Université Rhodes à Grahamstown (1925-1927) et obtient un diplôme d'enseignant.
En 1928, il va à Londres pour étudier au Royal College of Art et se distingue en remportant une récompense tri- annuelle attribuée au meilleur étudiant en sculpture.
En 1933, il remporte l'appel d'offre pour sculpter la statue de Barthélémy Dias sur la façade de la maison d'Afrique du Sud située sur Trafalgar Square à Londres.
En 1934, il rentre en Afrique du Sud et remporte le concours organisé pour décorer le nouvel hôtel de ville de Pretoria. Reconnu et apprécié, il reçoit de nouvelles commandes publiques pour des sculptures et des monuments comme :
- la statue équestre de Louis Botha à Pretoria (1939) inaugurée en 1947
- le dessin du springbok sur la pièce de 5 shillings commémorant la visite de la famille royale d'Angleterre en 1947. Le dessin fut notamment utilisé ensuite sur les pièces de 50 Cents de 1948 à 1964, sur les pièces d'or de 1 Rand et 2 Rand de 1961 à 1983 et sur les Krugerrand depuis 1967.
- le Huguenot Monument à Franschhoek (1948)
- la statue d'Andries Pretorius à Graaff-Reinet (1943)
- l'ensemble monumental comprenant la statue équestre d'Andries Pretorius et la statue de Marthinus Wessel Pretorius situé à Pretoria (1955)
- la statue de Christiaan de Wet à Bloemfontein (1954)
- le monument au traité de Vereeniging (1961)
- la statue de J.G. Strijdom située sur Strijdom square à Pretoria du 31 mai 1972 au 31 mai 2001 avant sa relocalisation à Nylstroom.
- la statue en bronze du pasteur Dirk van der Hoff à Potchefstroom
- la statue du président Paul Kruger située dans le parc national Kruger (1976)
- le Vegkop Monument à Heilbron (inauguré en 1983)

Le 1er novembre 1940, il épouse Betty Bosman avec laquelle il a un enfant, Isaiah, en avril 1942.
L’œuvre de Steynberg est marqué par son admiration pour Paul Kruger, icône de la communauté afrikaner et homme d’État qui avait combattu pour l'indépendance de la république sud-africaine du Transvaal. Steynberg consacre plusieurs sculptures à Kruger dont la plus célèbre est la statue en pierre située à l'entrée du parc national Kruger.

## Galerie

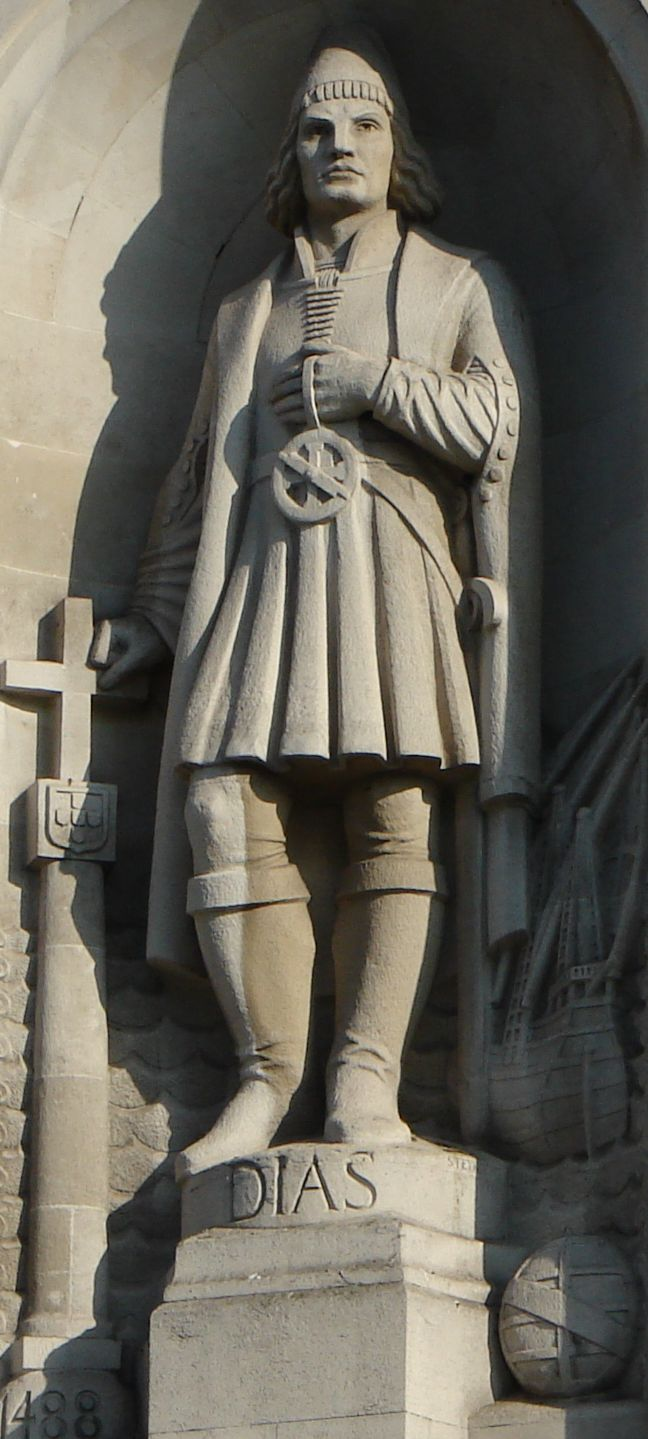
Statue de Bartolomeu Dias, South Africa house à Londres (1933)